# Gerardo Amarilla
Gerardo Amarilla (Migues, Canelones; 1 de febrero de 1969) es un abogado y político uruguayo, perteneciente al Partido Nacional.

## Biografía
Doctor en Derecho y Ciencias Sociales egresado de la Universidad de la República, posee además un máster en Derecho ambiental de la Universidad Internacional de Andalucía. Se ha desempeñado como docente de Derecho Constitucional y de Marco Legal Ambiental de la Facultad de Ciencias (Centro Universitario de Rivera en la UDELAR). Tiene un diplomado en Estudios Legales Internacionales de la Handong International Law School de Handong Global University (Corea del Sur). Realizó cursos de  ordenamiento del territorio en Facultad de Arquitectura en la Udelar, de Planificación Estratégica de Ciudades en Bilbao Metrópoli 30 del Ayuntamiento de Bilbao, España y Gestión Medioambiental en la Universidad Internacional de Andalucía, La Rábida, España. 
Está casado con María Leticia Zeballos con quien tiene dos hijos, Micaela y Juan Martín. Tiene una nieta.
Integra el Instituto Jurídico Cristiano del Uruguay, presidió el Consejo Directivo de la Federación Interamericana de Juristas Cristianos entre 2010 y 2013, fue miembro del Concilio Global de Advocates International, preside la Unión Iberoamericana de Parlamentarios Cristianos y presidente de honor de Parlamento y Fe Internacional, está comprometido con la lucha provida y a favor de la familia. Ha escrito los trabajos La ética ambienta] en los fundamentos judeo cristianos (editorial Acups), Municipios y protección ambiental y Una amiga peligrosa. La droga en el corazón de la sociedad (Editorial Pesur), Parlamento y fe (Editorial ACUPS), Una nación con propósito junto a Christian Center For Public Life (CCPL) y El Uruguay ambiental (Grupo Magro Editores).
Fue Regional de la Dirección Nacional de Medio Ambiente en Rivera y Asesor de la Dirección Nacional de Ordenamiento Territorial del Ministerio de Vivienda, Ordenamiento Territorial y Medio Ambiente entre 1997 y 2002.
Fue edil suplente por la lista 15 del Partido Nacional (2000-2005) y edil titular (2005-2010) de la Junta Departamental de Rivera. En su actuación el legislativo municipal, presentó varias iniciativas entre las que se destaca la Ordenanza General de Medio Ambiente de Rivera. 
Electo Representante Nacional por Rivera para el período 2010-2015, integró las Comisiones de Vivienda, Territorio y Medio Ambiente de la Cámara de Representantes (que presidió en el 2012), la especial sobre Adicciones con fines legislativos y la especial para estudiar proyectos de Interrupción de Embarazos.
Fue reelecto como miembro del Parlamento Nacional para el período 2015 - 2020 e integró la Comisión de Constitución, Códigos, Legislación General y Administración de la Cámara de Representantes y la Comisión Especial de Población y Desarrollo de la misma Cámara (2015). También integró la Comisión de Medio Ambiente y Turismo del Parlamento Latinoamericano.   
El 1 de marzo de 2016, fue elegido presidente de la Cámara de Representantes para el segundo periodo ordinario de la XLVIII legislatura, tras un largo debate y recibiendo críticas por sus dichos en cuanto a que «la ley de Dios está por encima de la República».
En septiembre de 2017 recibió el Premio Jerusalén por parte de la Organización Sionista Mundial en Montevideo.
En las elecciones parlamentarias de 2019, Amarilla es reelecto diputado por Rivera para el periodo 2020-2025. Integró y presidió la Comisión de Vivienda, Territorio y Medio Ambiente de la Cámara de Representantes hasta el 27 de agosto de 2020 cuando asumió como Subsecretario del Ministerio de Ambiente hasta el 28 de febrero de 2025. Es integrante y Secretario del Honorable Directorio del Partido Nacional.